# Constitution turque de 1961
Pour les articles homonymes, voir Constitution de la Turquie.
Constitution turque de 1924 (tr) Constitution turque de 1982
La constitution turque de 1961, officiellement constitution de la République turque, a été la constitution de la Turquie de 1961 à 1980. 
Introduite après le coup d'État militaire de 1960, elle remplace la constitution turque de 1924 (tr). Elle est abrogée après le coup d'État de 1980, et remplacée par la constitution de 1982, actuelle constitution du pays.